# (35475) 1998 EP9
1998 إي بي 9 (ويعرف أيضًا باسم (35475) 1998 إي بي 9 وفق تسمية الكوكب الصغير) (بالإنجليزية: 1998 EP9)‏ هو كويكب ضمن حزام الكويكبات؛ وترتيبه 35475 من حيث الاكتشاف.
اكتُشف هذا الجُرم الفلكي بواسطة تيتسوؤو كاغاوا في 6 مارس 1998.

## وصلات خارجية
- (35475) 1998 EP9 في قاعدة بيانات مختبر الدفع النفاث لأجرام النظام الشمسي الصغيرة

- الاكتشاف · مخطط المدار ·  العناصر المدارية · المعلمات المادية

- (35475) 1998 EP9 على موقع ويكي سكاي: DSS2, SDSS, GALEX, IRAS, Hydrogen α, X-Ray, Astrophoto, Sky Map, Articles and images